# 第1大隊
英國皇家飛行隊第1大隊（英語：No. 1 Wing RAF）是一支由戰機中隊組成的大隊。

## 第一次世界大戰
1914年11月英國皇家飛行隊得到了充分擴張，英軍高層認為有組建飛行大隊的編制之必要性，以便管理各支飛行中隊。因此，英國皇家飛行隊設立了第一大隊和第二大隊。這兩個飛行大隊於1914年11月29日成立，是最早成立的英國皇家飛行隊編號大隊。第一大隊的第一任指揮官是第一代特倫查德子爵休·特倫查德。
第一大隊被分配支援在法國作戰的英國陸軍第1集團軍。該大隊參與了西線作戰，包括1915年5月的奧伯斯嶺戰役。 英國皇家飛行隊第一大隊於1919年3月5日被解散。

## 戰間期
在第一次和第二次世界大戰期間，第一大隊因多種目的多次重建和解散。解散僅兩個月後，第一大隊於1919年5月15日在耶茨伯里重建。該大隊隨後被解散，直到1926年1月1日才第二次重建，作為與陸軍合作之空軍大隊，下轄第4中隊和第13中隊，同時隸屬於英國皇家空軍第7大隊。該大隊於1926年4月12日被撤銷。該大隊於1937年9月23日被重新創建，這次下轄第209中隊以及西班牙內戰期間擔任一般偵察任務的第210中隊。該大隊於同年12月15日解散。

## 第二次世界大戰
1939年5月9日第二次世界大戰爆發前夕，第一大隊再次被短暫重建，作為一般偵察大隊。1939年8月25日，第一大隊在埃及被重組為轟炸機大隊，控制第30中隊和第55中隊，但於同年9月22日解散。

## 戰後
第一大隊最後一次重建是在1958年10月，至1961年9月解散。